# Freimersheim (Weinstraße Meridionale)
Freimersheim  (ufficialmente Freimersheim (Pfalz)) è un comune di 962 abitanti della Renania-Palatinato, in Germania.
Appartiene al circondario (Landkreis) della Weinstraße Meridionale (targa SÜW) ed è parte della comunità amministrativa (Verbandsgemeinde) di Edenkoben.